# رياضيات غير رسمية
الرياضيات غير الرسمية، والتي تسمى أيضًا الرياضيات الساذجة، كانت تاريخيًا الشكل السائد للرياضيات في معظم الأوقات وفي معظم الثقافات، وهي موضوع الدراسات الإثنوثقافية الحديثة للرياضيات. يهدف الفيلسوف إمري لاكاتوس في كتابه "البراهين والتفنيد" إلى صقل صياغة الرياضيات غير الرسمية، من خلال إعادة بناء دورها في المناقشات الرياضية في القرن التاسع عشر وتشكيل المفاهيم، معارضة الافتراضات السائدة للشكلية الرياضية. لا يجوز للطابع غير الرسمي التمييز بين العبارات المقدمة من خلال الاستدلال الاستقرائي (كما هو الحال في التقريبات التي تعتبر "صحيحة" لمجرد أنها مفيدة)، والبيانات المستمدة من الاستدلال الاستنتاجي.